# Dragan Šolak

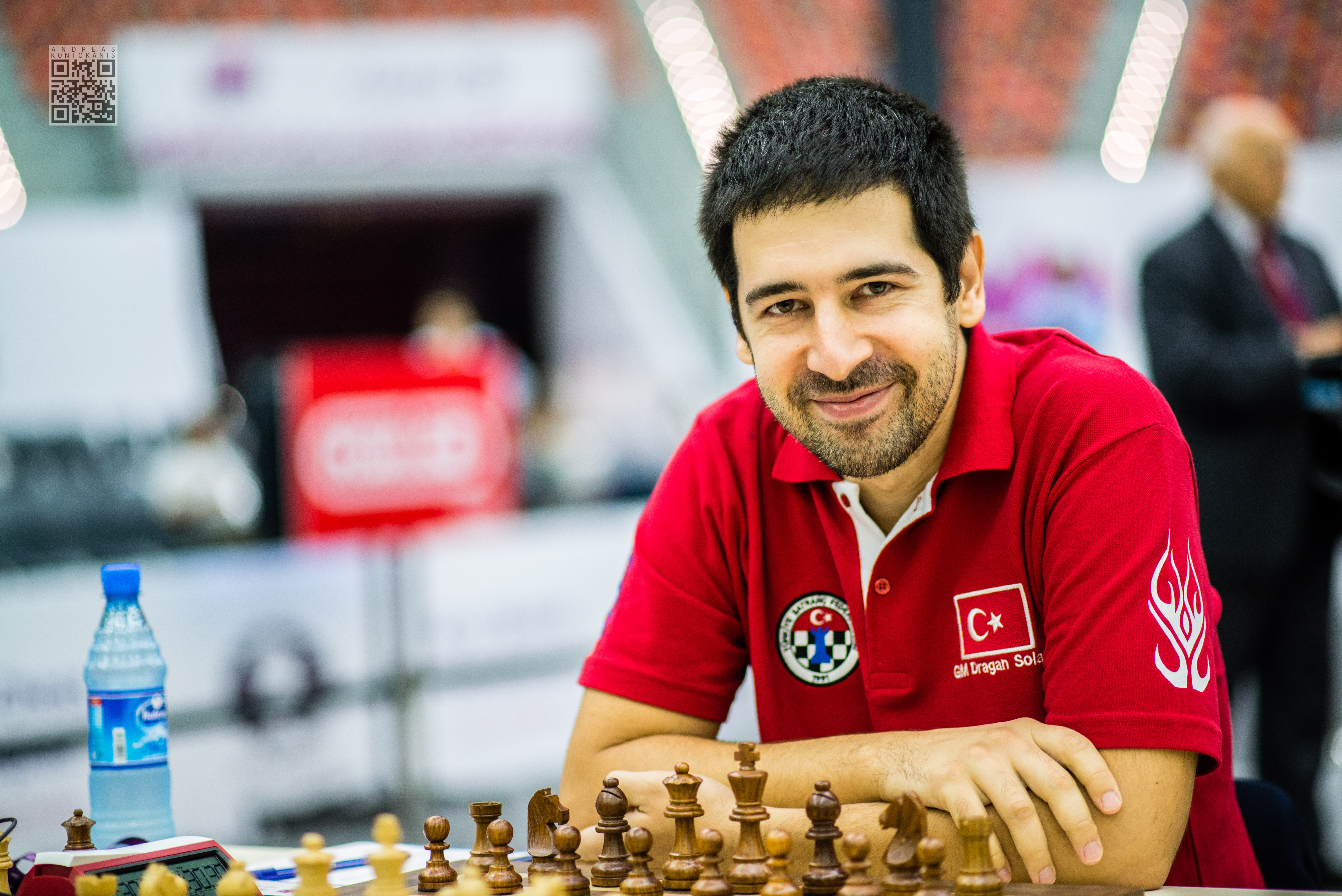
Dragan Šolak, 42e Schaakolympiade, Bakoe, 2016

Dragan Šolak (Servisch: Драган Шолак) (Vrbas, 30 maart 1980) is een Turks-Servische schaker. Hij is sinds 2001 een grootmeester (GM). Twee keer was hij schaakkampioen van Turkije.

## Schaakcarrière
Šolak leerde op zeer jonge leeftijd schaken en nam deel aan toernooien voordat hij vier jaar oud was. In 2002 hij bij het Hilton Open in Basel gedeeld 1e–3e met Vladimir Tukmakov en Andrei Sokolov en bij het Casino Open in Interlaken gedeeld 3e–4e met de Georgische schaakster Ketino Kachiani-Gersinska. In 2011 werd hij in Griekenland gedeeld 3e–7e met Sergej Volkov, Ioannis Nikolaidis, Konstantine Shanava en Fernando Peralta op het eerste internationale Isthmia-toernooi.
Hij speelde voor het Joegoslavische (later Servische) nationale team in de Schaakolympiades in 2000, 2004, 2008 en in het Europees schaakkampioenschap voor landenteams van 1999, 2005, 2009 en 2011.
In december 2011 stapte hij over naar de Turkse Schaakfederatie. Šolak speelde met het Turkse team op de Schaakolympiades in 2012, 2014, 2016 en op het EK landenteams van 2013. Hij werd kampioen van Turkije in 2012 en 2013.
Šolak werd met 8 pt. uit 11 gedeeld tweede (vierde via tiebreak) op het Europees kampioenschap schaken van 2014 waarmee hij zich kwalificeerde voor de Wereldbeker schaken 2015.
In 2015 won hij met 7 pt. uit 9 via tiebreak het 17e Dubai Open. Op de Wereldbeker schaken 2015 werd hij in de eerste ronde uitgeschakeld door Anton Korobov.
Zijn gebruikersnaam op de Internet Chess Club is "RuznaMamuna".

## Externe koppelingen
- (en)   Informatie over schaakpartijen van Dragan Šolak op ChessGames.com
- (en)   Informatie over schaakpartijen van Dragan Šolak op 365chess.com
- (en)  FIDE-ratinggegevens voor Dragan Šolak